# Eleni Diamanti
Eleni Diamanti (Atenes, Grecia, 29 de maig de 1977) és una enginyera grega i investigadora del Centre Nacional de la Recerca Científica (CNRS) de França. Diamanti és directora de recerca del LIP6, un dels principals laboratoris de recerca informàtica de França.

## Trajectòria
Nascuda a Grècia, va ser estudiant de grau a la Universitat Tècnica Nacional d'Atenes, on es va especialitzar en enginyeria elèctrica i informàtica. Es va traslladar als Estats Units per fer estudis de postgrau, unint-se a la Universitat Stanford com a estudiant de màster. Va romandre a Stanford per a la seva investigació doctoral, on va estudiar la implementació de sistemes de distribució de claus quàntiques de canvi de fase. Després de graduar-se, Diamanti va tornar a Europa, on es va incorporar a l'Institut d'Optique com Marie Skłodowska-Curie Actions Fellow. Va completar la seva habilitació a la Universitat Diderot de París el 2014.
Diamanti va començar a treballar al Centre Nacional de Recerca Científica de França (CNRS) l'any 2009. La seva investigació considera la criptografia quàntica experimental i el desenvolupament de fonts fotòniques per a xarxes quàntiques. A més de desenvolupar programari de xifratge amb tecnologia quàntica, Diamanti va ser nomenada Vicedirectora del Centre de Computació Quàntica de París. En aquesta qualitat participa en el Quantum Flagship de la Unió Europea. Va ser guardonada amb un Prime d'Excellence Scientifique del CNRS el 2013. El 2018 Diamanti va rebre una beca d'inici del Consell Europeu de Recerca. El 2020 va fer una estada de recerca a l'ICFO.
El 2024 va rebre la Medalla a la Innovació del CNRS.